# Teatro Huemul
El Teatro Huemul  es un antiguo teatro ubicado en la calle Bio Bio Nº 1367, en el Barrio Huemul, en la ciudad de Santiago de Chile. Fue declarado Monumento Nacional en categoría de Monumento Histórico en marzo de 2016.
Fue construido entre los años 1914 y 1917 para la celebración del Centenario de la República. Tras un largo abandono, hubo diversas iniciativas de rescate cultural del teatro. El teatro ha sido desde entonces escenario de una serie de actividades teatrales, musicales, artísticas y culturales en general.

## Historia

### Antecedentes
Su construcción fue idea del arquitecto Ricardo Larraín, quien quería construir un barrio modelo para obreros, comerciantes y empleados fiscales. Fue así como este barrio se constituyó como la primera ciudad satélite del país; con escuelas, teatro, parroquia, y biblioteca.
Con motivo del Centenario de la República, en 1910 se inició la construcción de la "población modelo" de la ciudad, en un barrio en donde predominaban casas de adobe mal construidas, rancheríos y chacras. Para ello, se utilizaron materiales de excelente calidad como sus bloques de cemento que reemplazaron al adobe y que fueron importados desde Inglaterra, las palmeras fueron traídas nada menos que desde Islas Canarias y sus maderas viajaron desde Liverpool. Concebida con criterio cívico, el Barrio Huemul se estructuró en torno a una plaza central en donde se erigieron importantes edificios públicos, como la primera sucursal de la Caja de Ahorros, el Teatro Huemul, dos escuelas primarias y la Biblioteca Municipal, albergada en un caserío colonial. La población se convirtió en emblema de un nuevo tipo de vivienda social alejada del centro de la capital. Fue construida entre los años 1914 y 1917 e inaugurada por el presidente Ramón Barros Luco.

### El teatro

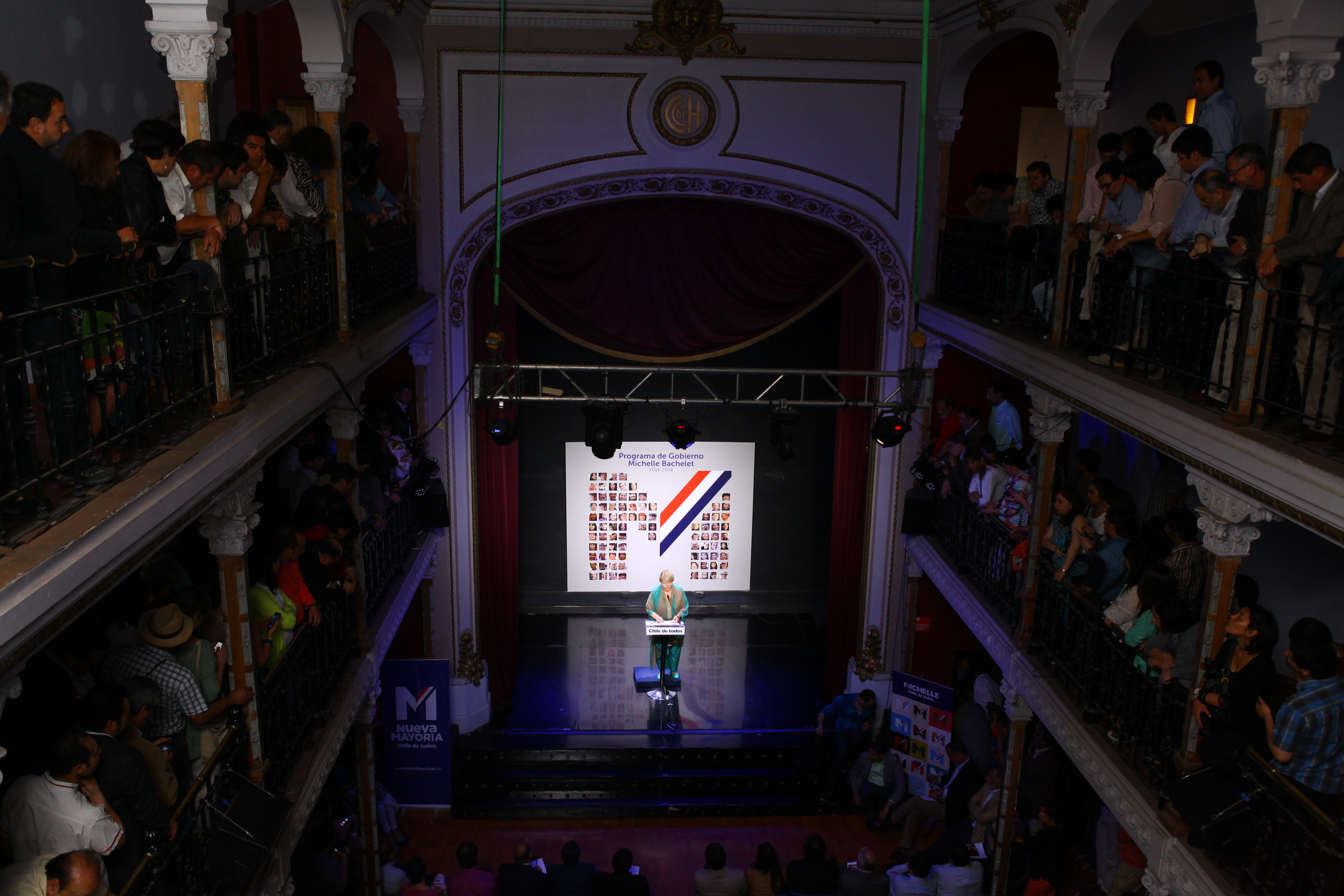
Interior del teatro en un acto de campaña política.

El teatro fue escenario de las más variadas expresiones a lo largo de su historia, en donde según los vecinos actuó hasta Carlos Gardel. La historia cuenta que habría sido en los años 1920 cuando la figura del tango visitó Santiago y Valparaíso. Cuentan que llegó por accidente y que inspirado por la belleza del lugar se puso a cantar mientras los vecinos se agolpaban en las puertas para ver al «zorzal criollo». Pero no hay ningún registro que acredite esta historia.
En sus inicios como lugar para “recreos dominicales” en donde los vecinos acudían a escuchar charlas sobre ahorro, higiene y economía doméstica”. En los años 1940 se transformó en capilla y velatorio y en los años 1970 fue abandonado y asiló para los que corrían la misma suerte de segregación que él. A comienzo de los años 1980 llegaron actores a su rescate, como María Cánepa y Tito Noguera, antes que el terremoto de 1985 lo azotara con brutalidad. Luego llegó la compañía el Cancerbero con un exitoso Macbeth. En el 2000 Silvio Caiozzi filmó su Coronación con lo que el Huemul fue ganando visibilidad.
En el año 2010 se rodaron aquí algunas escenas de la película No, recreando la filmación que se hiciera de la emblemática franja de propaganda política en torno al plebiscito de 1988.
Desde el año 2007, el Teatro Huemul ha ido renaciendo en el contexto de un proyecto de desarrollo turístico cultural para el Barrio Franklin a cargo de un equipo multidisciplinario liderado por Luis Marchant. Dentro de las actividades de desarrollo, funciona una biblioteca vecinal, dependiente de la Biblioteca 104 de la Municipalidad de Santiago abierta al público de lunes a viernes de 16 a 19 horas.

## Entorno
Dentro del barrio existe un orden, donde aparecen elementos jerárquicos, como hitos (parroquia, teatro) y espacios públicos nodales que permiten orientarse fácilmente y que presentan una escala adecuada con integración de vegetación que en su conjunto favorece el desarrollo de las actividades vecinales.
La zona está calificada como ” Zona de Conservación Histórica”, por el Consejo de Monumentos Nacionales. Entre sus edificios de valor se cuentan una casa donde vivió Gabriela Mistral en 1922. A ella le siguieron otros connotados del patrimonio cultural como lo son Vicente Ruiz y Juan Radrigán.
El Teatro Huemul ocupa un inmueble patrimonial imponente que forma parte del equipamiento urbano del sector, destinado a elevar la calidad de vida de familias obreras a principio de siglo XX en la capital. El llamado “Municipal chico”, por su inconfundible estilo victoriano y elegante decorado, ubicado en la calle Bío Bío,